# 霓屿岛
27°51′34″N 121°02′18″E / 27.859443895615225°N 121.03833295404911°E
霓屿岛是浙江省洞头列岛西部的一个岛屿，在21世纪大规模围垦前面积为10.82平方公里，霓屿岛現有山地10.02平方公里，平地0.41平方公里，滩涂14.29平方公里，合計24.72平方公里。其中林地面积502.68公顷；居民点及工矿用地67.05公顷；交通用地8.44公顷；水域面积7.74公顷；未利用土地172.93公顷。最高峰海拔331.6米。
霓屿岛人口8,877（2000年普查），设有洞头县霓屿乡。2006年通车的灵霓大堤（北堤）将其与温州市的灵昆岛相接，未来两岛之间还将修建南堤，并在两堤之间进行围垦填海约86平方公里，界时，灵昆岛与霓屿岛将相连为一个大岛，其总面积可能与目前浙江省第二大岛岱山岛，第三大岛六横岛相当。